# Faouzi Rouissi
  Faouzi Rouissi  (àrab: فوزي الرويسي)  (Tunis, 26 de març de 1971) és un exfutbolista tunisià de la dècada de 1990.
Fou internacional amb la selecció de Tunisia.
Pel que fa a clubs, destacà a SM Caen i SpVgg Greuther Fürth. He played in seven FIFA World Cup qualifying matches.